# Opius empedoklis
Opius empedoklis är en stekelart som beskrevs av Fischer 1970. Opius empedoklis ingår i släktet Opius och familjen bracksteklar. Inga underarter finns listade i Catalogue of Life.